# Éric Boëda
 (novembre 2021).
 (novembre 2021).
Il peut être nécessaire de l'améliorer pour respecter le principe de neutralité de point de vue. Veuillez consulter la page de discussion pour plus de détails.

Éric Boëda, né le 14 novembre 1953 à Courbevoie (Hauts-de-Seine), est un préhistorien, technologue, professeur d'anthropologie préhistorique et médecin français. Spécialiste de l'anthropologie des techniques préhistoriques, et particulièrement des outils lithiques incisants, il est connu pour son approche conceptuelle, structurale et évolutive des phénomènes techniques humains les plus anciens.
Son affiliation institutionnelle actuelle, en tant qu'enseignant-chercheur, est l'université Paris-Nanterre.

## Biographie
Fils de Jean Boëda et de Marie-Thérèse Brossat, Éric Boëda a commencé sa carrière professionnelle dans les années 1970, après avoir passé une grande partie de son adolescence et de sa jeunesse à travailler pour la Société historique et archéologique de Méréville (Île-de-France), où il découvre différents sites archéologiques dans le cadre de prospections systématiques. L'un de ces sites, l'abri des Louveries, situé sur la commune de Saclas (Essonne), lui fournira plus tard le matériel d'étude pour l'une de ses premières publications scientifiques (1977), consacrée à la description des gravures sur grès stampien, actuellement datées aux périodes protohistoriques,.
Sous la tutelle de Michel Brézillon — à l'époque directeur des Antiquités préhistoriques d'Île-de-France — il renforce sa vocation pour la géologie et l'archéologie. À l'âge de 17 ans, entre juin et août 1971, grâce à une bourse Zellidja, il effectue un séjour de formation professionnelle en Afrique, travaillant sous la tutelle de géologues et d'ingénieurs des mines dans les gisements de fer de la région de Kedia d'Idjil, près de Zouérate en Mauritanie. À son retour en France, il termine son baccalauréat et suit des cours de Licence d'Histoire de l'Art et d'Archéologie (1973/74) à l'université Paris-I. Parallèlement, entre 1973 et 1981, il achève un doctorat en médecine à l'université Bichat-Beaujon Paris VII, soutenant une thèse sur la caractérisation des effets d’intoxication produits par l'ingestion d’eau de javel. Il a travaillé comme médecin urgentiste jusqu'en 1988.
En 1982, il obtient le diplôme d'études approfondies (DEA) en ethnologie et de sociologie comparative option Préhistoire, à l'université Paris Nanterre. En 1986, il obtient le titre de docteur dans la même discipline et maison d'études, avec la thèse intitulée Approche technologique du concept Levallois et évaluation de son champ d'application: étude de trois gisements saaliens et weichséliens de la France septentrionale, sous la direction de Jacques Tixier. De 1988 à 1992, il est Chargé de Recherches au Centre national de la recherche scientifique (CNRS) et membre de l’équipe de recherche ERA 28. Entre 1993 et 2000, il devient maître de conférences à l'université Paris-Nanterre. À mi-chemin, en 1997, il reçoit l'habilitation à diriger des recherches (HDR), avec la thèse intitulée Technogenèse de systèmes de production lithique au Paléolithique inférieur et moyen en Europe occidentale et au Proche-Orient, sous la direction de Catherine Perlès. Sa carrière d'enseignant se poursuit sans interruption et, en 2001, il obtient le titre de professeur d'université 2e classe, et quatre ans plus tard, le titre de Professeur d'Université 1re classe. Cette même année, il crée l'équipe de recherche Anthropologie des Techniques, des Espaces et des Territoires au Pliocène et au Pléistocène (AnTET), au sein du laboratoire ArScAn (UMR 7041), afin de se concentrer sur le comportement technique des groupes humains à travers l'étude de sa matérialité archéologique; équipe dans laquelle il continue à travailler jusqu'à aujourd'hui.
En 2008, il est reconnu membre senior de l'Institut universitaire de France et y reste jusqu'en 2013. En 2014, il obtient le titre de professeur d’université classe exceptionnelle à l'université Paris Nanterre. Actuellement, il est enseignant-chercheur à la même université.

## Approche de la préhistoire
Préhistorien et technologue français, Éric Boëda est internationalement reconnu comme un spécialiste de la lecture technique des objets lithiques préhistoriques,,,. Dans la lignée épistémologique d'André Leroi-Gourhan (1911-1986) et s'appuyant sur la pensée philosophique d'Henri Bergson (1859-1941) et de Gilbert Simondon (1924-1989), son parcours est marqué par la recherche du sens véritable de la culture matérielle, dans toute sa densité anthropologique et temporelle. Cela l'a amené à enregistrer, décrire et interpréter l'évolution technique à l'échelle intercontinentale, ainsi que le développement continu de l'expérimentation lithique. Après l'étude scientifique d'une myriade d'objets lithiques provenant d'espaces et d'époques archéologiques variés, sa recherche est qualifiée à la fois d'empirique et de conceptuelle, technique et anthropologique, fine dans le détail du phénomène technique et largement heuristique dans la singularité de son expression spatio-temporelle.

L'approche d'Éric Boëda à la préhistoire — en tant que discipline — est basée sur trois notions principales : le temps long, la mémoire et l'altérité,. À partir de celles-ci, Boëda conçoit la préhistoire comme une histoire des temps anciens, et donc beaucoup plus proche d'une « paléo-histoire » que d'une « archéologie préhistorique ». Son approche repose principalement sur la spécificité historique des périodes les plus anciennes de la préhistoire universelle, si loin de toute mémoire actuelle que toute approche scientifique devrait se construire sur la base d'une épistémologie de la frustration, de l'oubli. C'est cette dialectique inhérente à la discipline, toujours entre l'oubli et la mémoire, qui permet à Boëda d'aborder la mémoire matérielle re-présentée par les artefacts préhistoriques. Ce positionnement disciplinaire, selon lui, offre les instruments nécessaires pour dépasser une approche anthropocentrique des techniques et, par conséquent pratiquer une technologie non spéculative. Sans perdre de vue l'être humain, Boëda pratique une anthropologie préhistorique scindée, en première instance, de l'Homme, puis réintégrée une fois que l'artefact ou l'outil préhistorique ont été compris : 

« Le temps long de la préhistoire nous permet de dépasser ces positions antinomiques, en montrant que certaines conceptions d’objets peuvent évoluer du fait de leur potentiel structural et répondre ainsi à de nouvelles contraintes fonctionnelles, alors que d’autres objets n’évolueront pas, en gardant le même registre fonctionnel et ceci quel que soit le type humain et son environnement. Cette transcendance temporelle, donc « a-culturelle », stipule que certaines structures d’objets ont un potentiel évolutif se traduisant par un cycle régi par des « lois ». Toutefois, le tempo de l’évolution, son rythme et sa fréquence, sera le seul fait de l’Homme. Selon les contraintes que les sociétés s’imposent ou subissent l’Homme invente, innove et diffuse sa technique. »

— (Boëda, 2013, p. 18)
 L'étude de ce potentiel évolutif, caractéristique des structures des objets, permet généralement la restitution partielle de la mémoire technique, et donc, il constitue la condition de possibilité de toute recherche préhistorique.

## Approche de la technologie lithique
Dans le cadre de cette paléo-histoire, Boëda postule que la compréhension de l'objet préhistorique — toujours incomplète — doit d'abord passer par une analyse techno-fonctionnelle de sa structure volumétrique, à travers la lecture et la description des conséquences fonctionnelles de chaque opération technique, qu'elles soient visibles ou non. C'est cette compréhension structurelle qui permet à l'analyste de surmonter l'obstacle hylémorphique que l'objet — inconnu — lui impose. Par conséquent, dans la conception de Boëda, ce n'est pas la forme de l'objet qui devrait intéresser le technologue, mais l'ensemble des critères techniques qui déterminent sa structure et, par conséquent, la forme qu'il « provoque ». Comprendre la structure des objets préhistoriques constitue une recherche techno-génétique, puisque l'analyste doit insérer l'objet dans sa propre histoire technique (genèse, i.e. le sens temporel de l'évolution des objets). Un devenir qui se concrétise par une lignée technique,, c'est-à-dire un ensemble d'objets qui évoluent en répondant à la même fonction et au même principe de fonctionnement. Cette localisation temporelle de l'objet préhistorique est possible grâce à la logique inhérente au développement technique humain, néanmoins toujours exposée aux aléas socio-économiques. C'est dans ce cadre qu'Eric Boëda a produit un langage spécifique, dont le Concept Levallois est peut-être le terme le plus connu.

## Missions archéologiques
Éric Boëda a mené des missions archéologiques dans différents pays du monde,, qu'il s'agisse de prospection, de fouilles ou d'étude de collections archéologiques. Entre 1987 et 1997, il mène des fouilles archéologiques dans le Sud-Ouest de la France, dans le cadre du programme « Les occupations paléolithiques du Bergeracois ». Entre 1987 et 2012, il mène des fouilles en Syrie centrale, notamment sur les sites d'Umm el-Tlel et d'El Meirah, dans le cadre d'une convention internationale entre le ministère des Affaires étrangères et l'Institut français du Proche-Orient. Quelques années plus tard, entre 1997 et 2018, il conduit des fouilles archéologiques en Chine, principalement sur le site de Longgupo. Entre 2008 et 2019, Boëda commence un programme de recherches dans le Nord-Est du Brésil, État de Piauí,, concentré sur les premières occupations humaines de cette région, dans le cadre de la question du premier peuplement de l'Amérique.

## Peuplement des Amériques
Eric Boëda dirige la Mission franco-brésilienne de Piauí depuis 2008. Après 3 programmes quadriennaux, dirigés successivement par M. Rasse et E. Boëda, la présence d'une occupation Pléistocène d'au moins à partir de 40,000 ans est définitivement attestée. Les sites de Vale da Pedra Furada, Sitio do Meio, Tia Peia, Toca da Pena, Toca da Janela da Barra do Antonião-Norte, Boqueirão da Pedra Furada, Livierac et Coqueiros offrent chacun une séquence chronologique avec de nombreux niveaux archéologiques s'échelonnant régulièrement entre 40,000, voire plus et le début de l'Holocène ancien. La concentration de sites pléistocènes dans cette micro-région du sud du Piauí est maintenant conséquente et indique un processus de peuplement de l'Amérique du Sud stable établi sur la longue durée. Les recherches actuelles continuent à élargir la base de données pour déterminer l'identité culturelle des groupes humains qui se sont succédé.[réf. nécessaire]
Le 10 mars 2021, Eric Boëda et son équipe ont publié dans la revue PLOS One la découverte de 2200 artefacts en pierre datant d’environ 24,000 ans à Vale da Pedra Furada, un site à ciel ouvert sur la rive gauche de la vallée du Baixão da Pedra Furada. Parmi ces artefacts, l’un d’eux est particulièrement exceptionnel. Il s’agit d’une plaque d’arénite silteuse qui présente des caractéristiques techniques jusqu’alors inconnues dans les sites paléo-américains. Cette nouvelle découverte ajoute des informations précieuses sur une occupation humaine pendant le dernier maximum glaciaire (26,500-19,000 ans), contredisant ainsi la théorie communément admise d'une occupation humaine post-glaciale d’Amérique du Sud,.

## Ouvrages

### Principaux articles scientifiques
- Boëda, E., Ramos, M., Pérez, A., Hatté, C., Lahaye, C., et al. (2021) 24.0 kyr cal BP stone artefact from Vale da Pedra Furada, Piauí, Brazil: Techno-functional analysis. PLOS ONE 16(3): e0247965. https://doi.org/10.1371/journal.pone.0247965
- Boëda, E., Connan, J., Dessort, D. et al. Bitumen as a hafting material on Middle Palaeolithic artefacts. Nature 380, 336–338 (1996). DOI 10.1038/380336a0
- Boëda, E. Levallois : a volumetric construction, methods, a technique. En: Harold L. Dibble , Ofer Bar-Yosef (ed.): The Definition and Interpretation of Levallois Technology (= Monographs in World Archaeology. 23). Prehistory Press, Madison 1995, p. 41-68.  (ISBN 1-88109-412-X)
- avec Christophe Griggo et Sandrine Noël-Soriano: Différents modes d'occupation du site d'Umm el Tlel au cours du Paléolithique moyen (El Kowm, Syrie centrale). En: Paléorient. 27.2 (2001) 13-28. doi: 10.3406 / paleo.2001.4729
- avec Marie-Agnès Courty, Nicolas Fedoroff, Christophe Griggo, Ian G. Hedley, Sultan Muhesen: Le site acheuléen d'El Meirah, Syrie. En: Olivier Aurenche, Marie Lui Miere, Paul Sanlaville (ed.): From the River to the Sea The Paleolithic and the Neolithic on the Euphrates and in the Northern Levant Studies in honour of Lorraine Copeland (= British Archaeological Reports. International Séries. 1263), Archaeopress, Oxford 2004, p. 165-201.  (ISBN 1-8417-1621-9)

### Principaux livres et/ou monographies
- Le concept Levallois : variabilité des méthodes (monografíe de CRA 9). CNRS, Paris, 1994.
- (sous la responsabilité scientifique d’E. Boëda et de Ya-Mei Hou), « Le site de Longgupo : Chongqing-Chine », in L'Anthropologie. vol. 115, no 1, janvier-mars 2011, 196 p.
- Techno-logique et technologie : une paléo-histoire des objets lithiques tranchants, @rchéoédition.com., Préhistoire au présent, 2013, 265 p.
- Tecno-lógica & Tecnología. Una Paleo-historia de los objetos líticos cortantes. Edicions Bellaterra, 2020, 272 p.
- Le concept Levallois : variabilité des méthodes, @rchéoédition.com., Préhistoire au présent, 2014, 287 p.
- Le phénomène technique en préhistoire. Une réflexion épistémologique à partir et autour du Levallois. Collection Cahiers d’Anthropologie des Techniques. L’Harmattan, 2021, 192 p.

## Distinctions
- 2004 : Membre de l'Institut de recherche de Longgupo, Chine[33].
- 2006 : Lauréat de la Fondation Alexander-von-Humboldt, Allemagne[34].
- 2008 : Membre de l'Institut universitaire de France, Senior[35].
- 2009 : Docteur honoris causa de l'université Valahia de Târgoviște, Roumanie[36]